# منار بازار
منار بازار (به انگلیسی: Mahnar Bazar) یک منطقهٔ مسکونی در هند است که در بخش ویشالی واقع شده‌است. منار بازار ۷۸٬۶۷۹ نفر جمعیت دارد.